# سن‌بیاجیو ماگیور

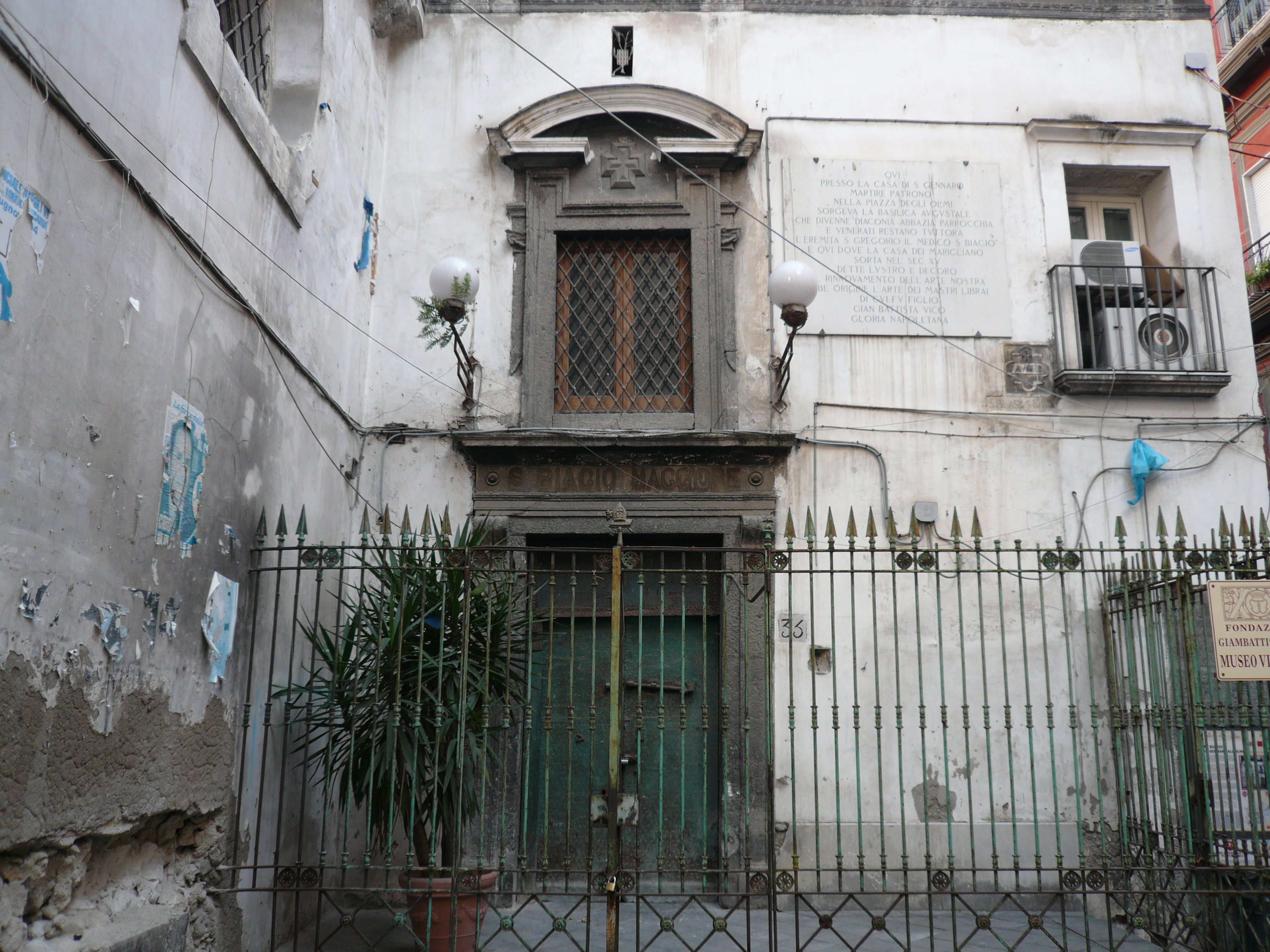

سن‌بیاجیو ماگیور کلیسایی است که در شهر ناپل واقع است. این کلیسا به وسیله فرانسیسکو بونکومپاگنی و در سال ۱۶۳۱ بنا شد. کلیسای سن‌بیاجیو ماگیور، عبادتگاه کوچکی می‌باشد و دارای اشیاء و یک تندیس باستانی است.